# Shadow Generations
Shadow Generations es un videojuego de plataformas desarrollado por el Sonic Team y publicado por Sega. Es el segundo juego de Sonic the Hedgehog protagonizado por Shadow the Hedgehog después de Shadow the Hedgehog (2005). La historia, que transcurre en paralelo a los acontecimientos de Sonic Generations (2011), donde se ve a Shadow enfrentarse a su archienemigo Black Doom. No está disponible como juego independiente, sino que se incluye junto con una remasterización de Sonic Generations en Sonic X Shadow Generations, cuyo lanzamiento fue el 25 de octubre de 2024 para Nintendo Switch, PlayStation 4, PlayStation 5, Xbox One, Xbox Series X/S y Windows.

## Sistema de juego
Shadow Generations es un videojuego de plataformas que cambia entre el desplazamiento lateral y la jugabilidad en 3D. Al estar incluido en Sonic X Shadow Generations, los jugadores pueden cambiar entre Shadow Generations y un remaster de Sonic Generations (2011) a voluntad. Los acontecimientos de Shadow Generations tienen lugar al mismo tiempo que los de Sonic Generations. La trama sigue a Shadow the Hedgehog mientras se enfrenta a su archienemigo, el alienígena Black Doom, que ha regresado tras su derrota en Shadow the Hedgehog (2005) y trama apoderarse del mundo.
Shadow es el personaje del jugador y se controla de forma similar a Sonic, pero puede detener el tiempo para congelar objetos y acceder a caminos alternativos. También puede usar «Doom Powers», transformaciones potenciadoras que le otorgan nuevas habilidades. Entre ellas, atacar a los enemigos con lanzas, lanzarlos, transformarse en monstruo para atravesar el terreno, volar y surfear sobre el agua. A diferencia del mundo central de desplazamiento lateral de Sonic Generations, el mundo central de Shadow Generations es en 3D y presenta una jugabilidad de mundo abierto similar a la de Sonic Frontiers (2022), y los jugadores lo usan para acostumbrarse a los Doom Powers.

## Argumento
Mientras Rouge the Bat y otros asisten a la fiesta de cumpleaños de Sonic the Hedgehog, Shadow the Hedgehog viaja a la abandonada Colonia Espacial ARK para investigar un informe de actividad extraña. Descubre que su archienemigo Black Doom, el líder de una raza alienígena, los Black Arms, sobrevivió a su derrota y lo persigue. Shadow encuentra la falsa Chaos Emerald creada previamente por Miles "Tails" Prower, pero queda atrapado en una anomalía temporal creada por el Time Eater y es arrastrado al reino del White Space, donde flota un gran objeto, la Black Moon. Mientras Shadow explora el White Space, rescata a varios otros atrapados allí, incluidos E-123 Omega, los secuaces del Dr. Eggman, Orbot y Cubot, y Big the Cat. Shadow se encuentra con extrañas reliquias que hacen que su cuerpo mute y desarrolle nuevos poderes. Black Doom revela que planea usar el poder de la anomalía temporal para revivir sus fuerzas y conquistar el mundo, advirtiendo que los dos lucharán una vez que los poderes de Shadow despierten por completo. Shadow se encuentra con su amiga Maria Robotnik y su creador y abuelo de Eggman y Maria, Gerald Robotnik, traídos de un tiempo anterior a sus muertes, y se pregunta si es capaz de evitar sus destinos.
A medida que los poderes de Shadow crecen, la Black Moon comienza a mutar. Gerald explica que debido a que están vinculados por la sangre, Black Doom y la Black Moon se vuelven más poderosos a medida que los poderes de Shadow se desarrollan; deduce que Black Doom planea controlar a Shadow o usarlo como un nuevo cuerpo una vez que sus poderes se manifiesten por completo. Shadow y Sonic se cruzan, y Sonic toma la Chaos Emerald de Shadow después de una pelea. Shadow le revela a Rouge que Sonic tomó por error la esmeralda falsa y que todavía tiene la real. Shadow comienza a ser corrompido por sus poderes, pero persevera con el apoyo de Maria. La Black Moon muta por completo y Black Doom le exige a Shadow que se enfrente a él. Shadow ingresa a la Black Moon para enfrentar a Black Doom, quien se transforma en Devil Doom y luego en Neo Devil Doom, Shadow logra matarlo y destruye la Black Moon, perdiendo sus poderes en el proceso. Cuando Shadow regresa con Gerald y Maria, la pérdida del poder de Black Doom hace que ambos comiencen a desvanecerse de nuevo a su tiempo. Aunque Shadow se muestra reacio a perderlos otra vez, Maria lo anima a que los deje ir y siga adelante. Shadow se va con Rouge para intercambiar su Chaos Emerald por la falsa antes de que Sonic y Classic Sonic se enfrenten al Time Eater.

## Desarrollo
Shadow Generations forma parte de «Fearless: Year of Shadow», una campaña de mercadotecnia de Sonic the Hedgehog de 2024 centrada en Shadow the Hedgehog para conmemorar tanto el lanzamiento del juego como el de la película Sonic 3, la película, en la que Shadow tiene un papel destacado. Katsuyuki Shigihara, uno de los diseñadores de Sonic Generations, dirigió Shadow Generations; también colaboraron otros miembros del Sonic Team que trabajaron en Generations. Takashi Iizuka, productor de la serie Sonic, ha declarado que, al igual que en Sonic Generations, el Sonic Team ha optado por revisitar niveles de juegos anteriores de Sonic para rememorar la historia de Shadow. Eligieron los niveles que les parecieron más interesantes y los más populares entre los aficionados, al tiempo que integra la jugabilidad de mundo abierto de Sonic Frontiers para añadir elementos modernos.

## Lanzamiento
Sega anunció Shadow Generations junto a un remaster de Sonic Generations el 31 de enero de 2024, durante una de las retransmisiones en directo del State of Play de PlayStation. El lanzamiento de ambos está previsto para el 25 de octubre de 2024 en Sonic X Shadow Generations para Nintendo Switch, PlayStation 4, PlayStation 5, Xbox One, Xbox Series X/S y Windows. Video Games Chronicle lo comparó con el hecho de que Nintendo incluyera el juego de Super Mario Bowser's Fury (2021) junto a una reedición de Super Mario 3D World (2013) en Super Mario 3D World + Bowser's Fury. Los pedidos anticipados de la versión física del juego recibirán un folleto en el que se detalla la creación de Shadow en el universo desde la perspectiva de Gerald Robotnik. La edición digital de lujo del juego incluye un aspecto basado en uno de los primeros diseños de Shadow, pistas de música adicionales para el juego, un libro de arte digital y una banda sonora, así como el contenido descargable «Movie Pack», que añade un nivel extra basado en la película de 2024 Sonic 3, la película y un aspecto para Shadow basado en su aparición en la película, con la voz de Keanu Reeves retomando su papel de la película. El Movie Pack saldrá a la venta el 12 de diciembre, una semana antes del estreno de la película.
Una miniserie prólogo animada de tres episodios, Sonic X Shadow Generations: Dark Beginnings, animada por Studio Giggex y escrita por Ian Flynn, se estrenó entre el 25 de septiembre y el 10 de octubre de 2024. Sega ha colaborado con Limited Run Games para producir una edición de coleccionista que incluye la banda sonora, un libro de arte, un llavero con los zapatos de Sonic y Shadow, figuras de Chao, una estatua de Sonic y Shadow de pie sobre una Dreamcast, un estuche steelbook y un falso estuche Dreamcast. La edición de coleccionista se podrá encargar entre el 19 de agosto y el 6 de octubre de 2024, y su envío está previsto para julio de 2025.

### Niveles
Los niveles de Shadow Generations, al igual que los de Sonic Generations, están sacados de juegos anteriores de Sonic, como Sonic Adventure 2 (2001), Sonic Heroes (2003) y Sonic the Hedgehog (2006). El juego también incluirá niveles de juegos lanzados después del Sonic Generations original, como Sonic Forces (2017) y Sonic Frontiers (2022).
| Niveles                       | Niveles                                              | Jefes                       | Jefes                      |
| Nivel                         | Aspecto original                                     | Jefe                        | Aspecto original           |
| ----------------------------- | ---------------------------------------------------- | --------------------------- | -------------------------- |
| Space Colony ARK              | Sonic Adventure 2 (2001)/ Shadow the Hedgehog (2005) |                             |                            |
| Rail Canyon                   | Sonic Heroes (2003)                                  | Biolizard                   | Sonic Adventure 2 (2001)   |
| Kingdom Valley                | Sonic the Hedgehog (2006)                            | Metal Overlord              | Sonic Heroes (2003)        |
| Sunset Heights                | Sonic Forces (2017)                                  |                             |                            |
| Chaos Island                  | Sonic Frontiers (2022)                               | Mephiles the Dark           | Sonic the Hedgehog (2006)  |
| Radical Highway               | Sonic Adventure 2 (2001)                             | Devil Doom / Neo Devil Doom | Shadow the Hedgehog (2005) |
| Tokio (contenido descargable) | Sonic 3, la película                                 |                             |                            |

## Doblaje
Shadow Generations viene doblado al español y esta es la lista de dobladores originales y su correspondiente voz en inglés y español: de España
Sin embargo, el prólogo y las escenas eliminadas de Sonic X Shadow Generations: Dark Beginnings y la skin de Shadow de Sonic 3, la película interpretado por Keanu Reeves no vienen doblados al español por razones desconocidas.
| Personaje           | Actor de voz      | Actor de voz      | Actor de voz     |
| Personaje           | Japonés           | Inglés            | Español          |
| ------------------- | ----------------- | ----------------- | ---------------- |
| Shadow the Hedgehog | Kōji Yusa         | Kirk Thornton     | Manuel Gimeno    |
| Maria Robotnik      | Yuri Shiratori    | Stephanie Sheh    | Elena Moreno     |
| Gerald Robotnik     | Kotaro Nakamura   | Mike Pollock      | Francesc Belda   |
| Black Doom          | Ryūzaburō Ōtomo   | Ben Diskin        | Lluís Marco      |
| Rouge the Bat       | Rumi Ochiai       | Karen Strassman   | Ana Vidal        |
| Big the Cat         | Takashi Nagasako  | Kyle Hebert       | Santi Lorenz     |
| Mephiles the Dark   | Takayuki Sakasume | Robbie Daymond    | Xavier Fernández |
| Metal Overlord      | Jun'ichi Kanemaru | Ray Chase         | Daniel García    |
| Sonic the Hedgehog  | Jun'ichi Kanemaru | Roger Craig Smith | Ángel De Gracia  |
| E-123 Omega         | Taiten Kusunoki   | Roger Craig Smith | Albert Vilcan    |
| Orbot               | Mitsuo Iwata      | Kirk Thornton     | Albert Vilcan    |
| Cubot               | Wataru Takagi     | Wally Wingert     | Carlos Calvo     |
| Narrador            | Jun'ichi Suwabe   | Wally Wingert     | Daniel García    |